# In Amsterdam
In Amsterdam is een lied van de Nederlandse rapper Sevn Alias in samenwerking met de Nederlandse zangeres  Maan. Het werd in 2017 als single uitgebracht en stond in hetzelfde jaar als veertiende track op het album Picasso van Sevn Alias.

## Achtergrond
In Amsterdam is geschreven door Jonathan Jeffrey Grando, Maan de Steenwinkel, Sevaio Mook en Stacey Walroud en geproduceerd door Esko. Het is een nummer uit het genre nederhop. In het lied rappen en zingen de artiesten uit verschillende perspectieven (man en vrouw) hoe ze naar elkaar verlangen en vragen ze elkaar of er een kans is of er een relatie tussen de twee kan ontstaan. Het eerste van het nummer dat gemaakt was, was de beat. Esko omschreef deze als een ongewone beat van hem, waar andere meer ruiger waren. Toen Sevn Alias en Esko met elkaar aan het relaxen waren en Sevn Alias de beat luisterde, vertelde hij dat het wat met hem deed en hij er een nummer op wilde maken. Ze maakten het nummer en gaven het de werktitel Regen. In overleg met zijn management besloot Sevn Alias dat hij een bijdrage wilde van zangeres Maan in het lied. Maan, haar label en haar management vonden het een goed idee en de drie artiesten  (Maan, Sevn Alias en Esko) gingen samen de studio in om het lied af te maken. Hier werd ook de uiteindelijke titel In Amsterdam gekozen.
De single heeft in Nederland de dubbel platinastatus.
Maan vertelde dat zij zich vereerd voelde dat Sevn Alias haar vroeg om haar bijdrage te leveren aan het lied, mede doordat zij over het algemeen in een heel ander genre zingt dan Sevn Alias. De samenwerking bleek de twee te bevallen, aangezien zij deze in 2020 herhaalden op Als ik ga. 

## Hitnoteringen
De artiesten hadden succes met het lied in de hitlijsten van Nederland. Het piekte op de derde plaats van de Nederlandse Single Top 100 en stond 24 weken in deze hitlijst. De Nederlandse Top 40 werd niet bereikt; het kwam hier tot de derde plaats van de Tipparade.